# Херсонеська єпархія

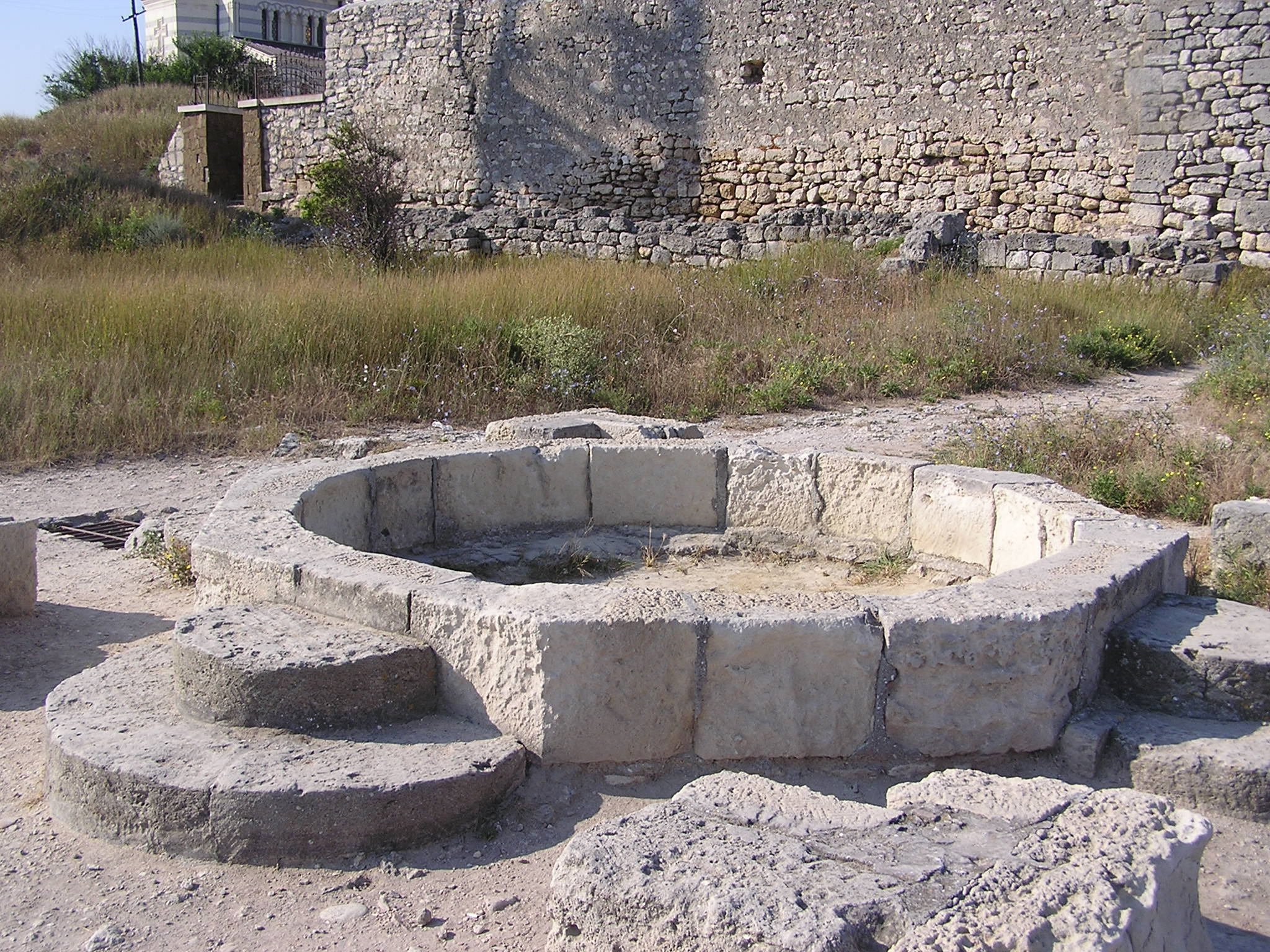
Руїни храму свв. Апостолів — кафоликона Херсонської єпархії. «Уваровська базиліка»

Херсонеська єпархія — давня православна єпархія Константинопольського Патріархату в Криму з центром у місті Херсонес. Виникла не пізніше середини IV століття. Скасована у другій половині XV століття.
Херсонська єпархія, поряд з єпархією Боспору — найбільш древня єпархія Криму. Перше достовірне документальне підтвердження її існування відноситься до часу Другого Вселенського собору (381 рік), орос якого підписав єпископ Херсонесу Еферій. Згідно з документом, Херсонська єпархія разом з Томами і Анхиалой, числиться в провінції Мала Скіфія.

## Сім херсонських мучеників
Передання церкви називає більш ранні строки утворення єпархії. Згідно «Житія єпископів Херсонеських», єпископ Василей був посланий Єрусалимським єпископом Ермоном у 16 рік правління імператора Діоклетіана, тобто називається самий кінець III століття — 299-300 рік. Однак ця дата поставлена під сумнів. Ймовірно це було зроблено з метою «удавнення» херсонеської кафедри, і пов'язати загибель першого єпископа з часом діаклетіанових гонінь.

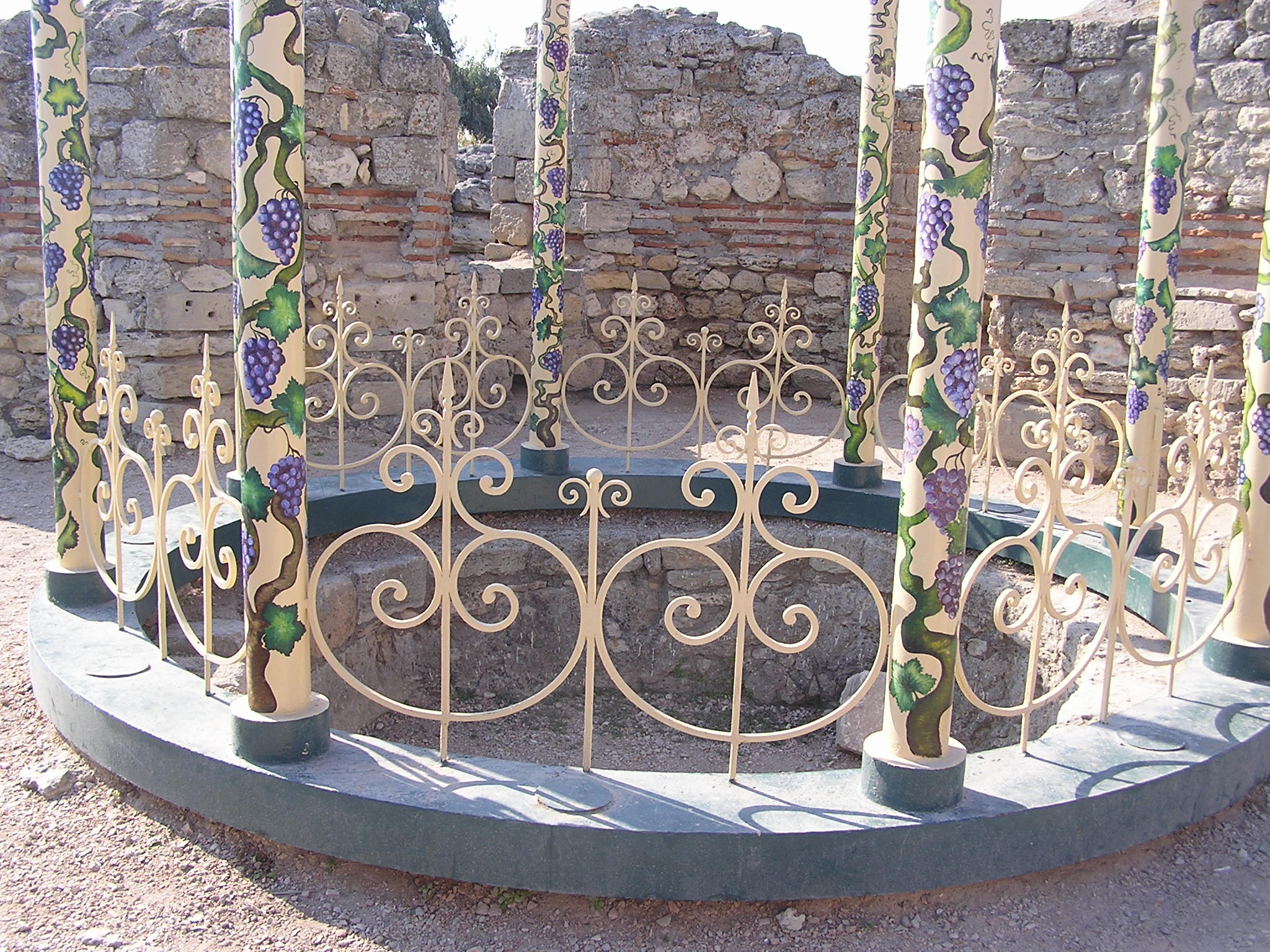
Баптистерій кафедрального собору Херсонесу.
Ймовірне місце хрещення князя Володимира.

## Херсонеська митрополія
В кінці XIII століття Херсонеська кафедра була піднесена до митрополії. Її архієрей по імені Феодор бере участь у соборі під головуванням патріарха Іоанна Вікка в 1280 році вже з титулом митрополита. У списку митрополитів він стоїть перед Сугдейським, що дозволяє відсунути термін появи Херсонеської митрополії до 1275 року (під цим роком згадується митрополит Сугдеї Феодор. Проте титул цей не відповідав реальному стану справ. Не маючи у своєму підпорядкуванні жодного єпископа, херсонський владика мав резиденцію в місті, колишня слава якого минула в минулі століття. Занепад міста мав наслідком і занепад єпархії.

## Храми Херсонеса

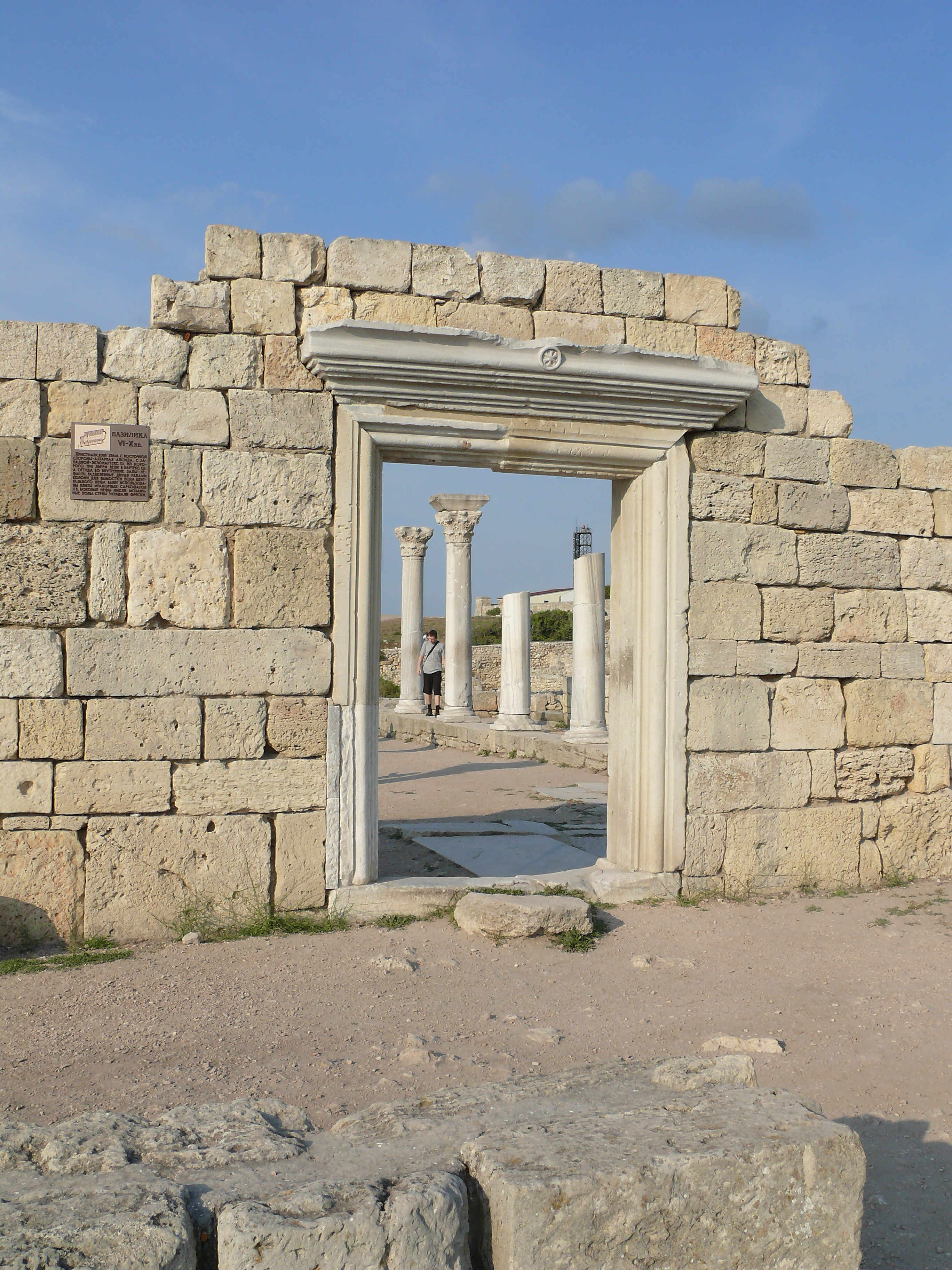
«Базиліка 1935 року»

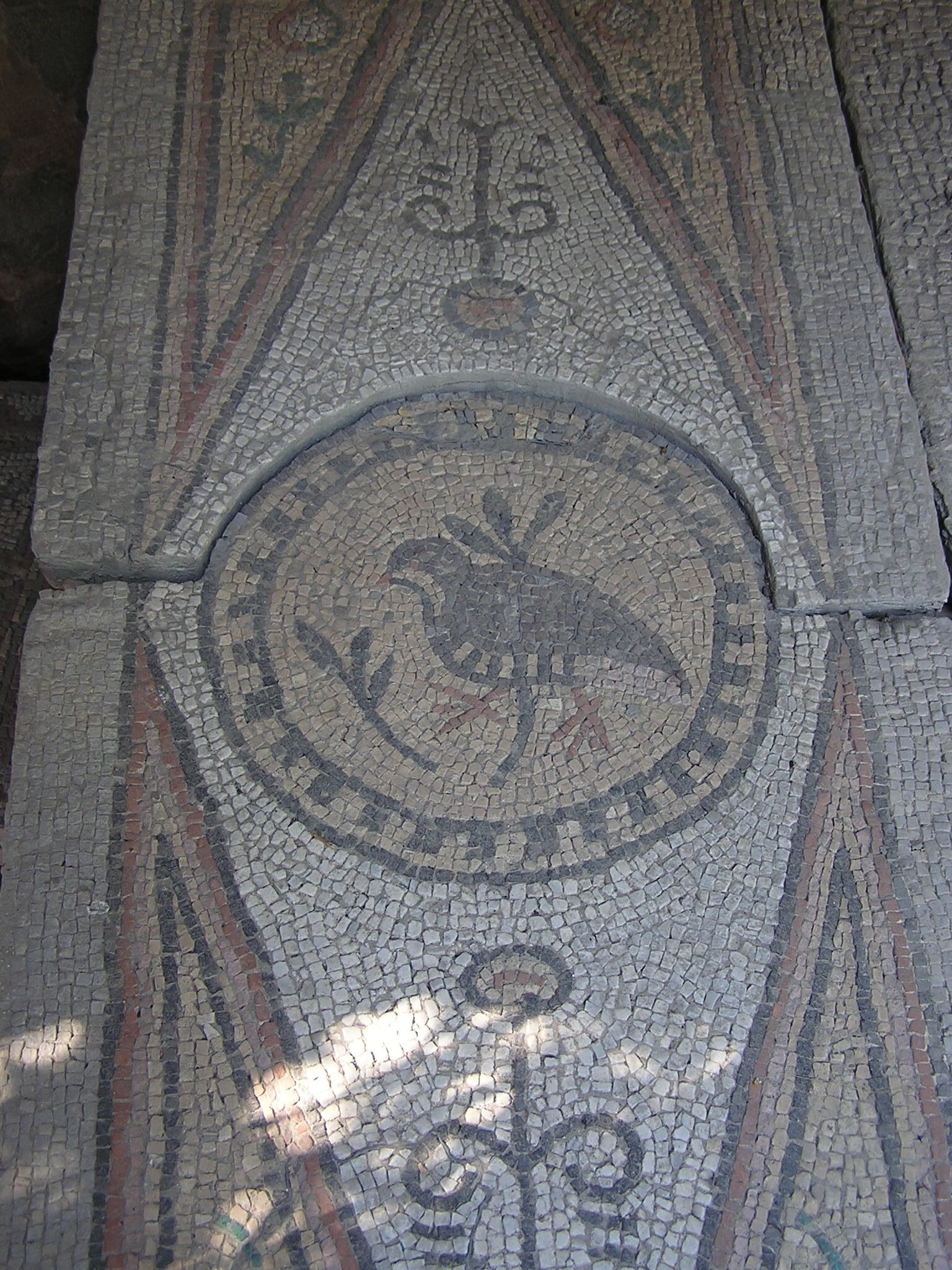
Мозаїка в Херсонесі

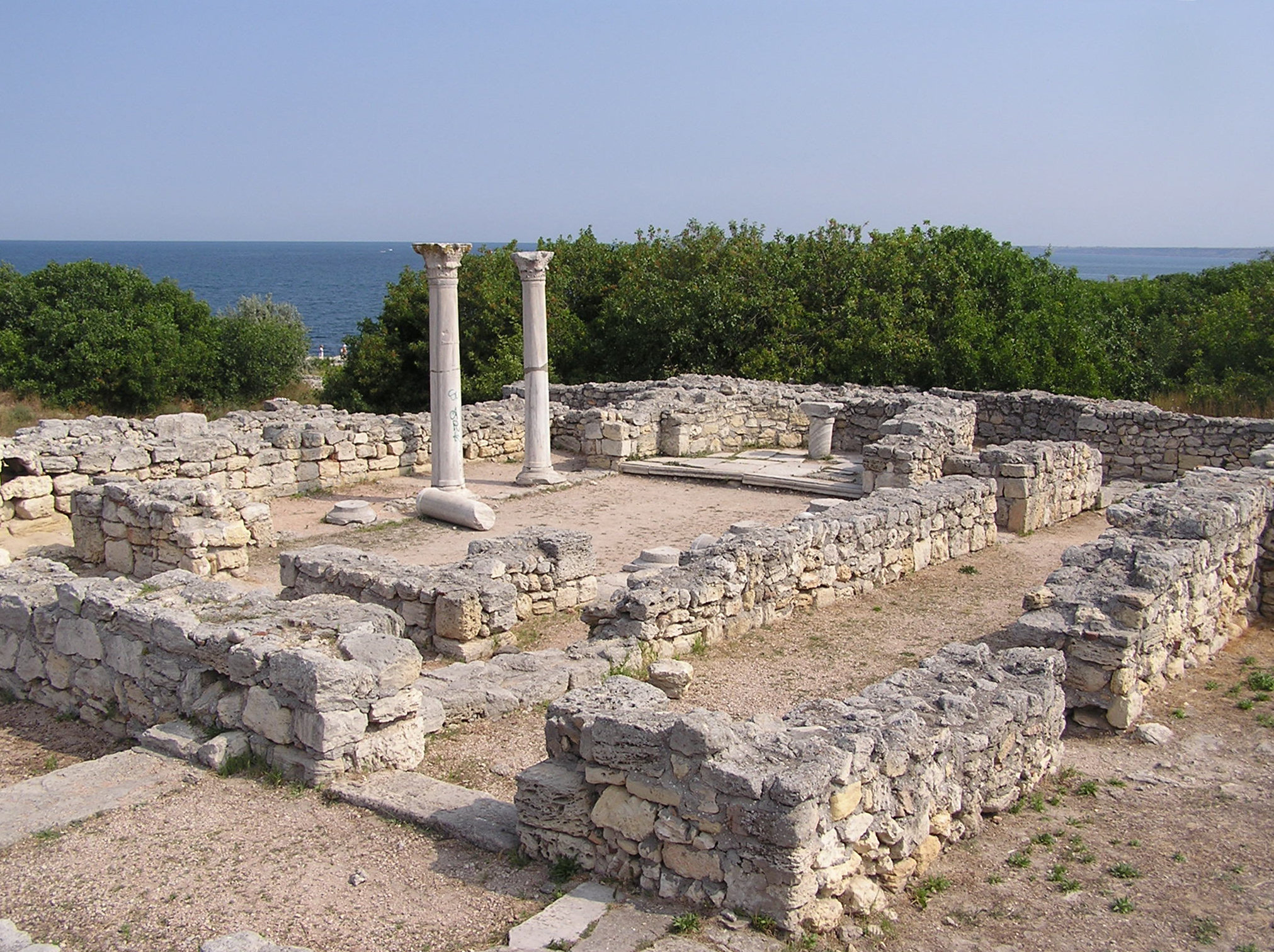
Базиліка в базиліці